# Syntretellus anomalipes
Syntretellus anomalipes är en stekelart som först beskrevs av De Saeger 1946.  Syntretellus anomalipes ingår i släktet Syntretellus och familjen bracksteklar. Inga underarter finns listade i Catalogue of Life.